# El farsante
«El farsante» es un sencillo del cantante puertorriqueño Ozuna perteneciente a su álbum Odisea. Fue lanzado en 2017, y también cuenta con una versión remezcla con colaboración de Romeo Santos, estrenado en 2018.

## Producción y composición
El Farsante fue escrito por Juan Carlos Ozuna y Alex killer, producido por Gaby Music, Yampi, Kronix Magical, Chris Jeday y Alex Killer. Es una canción de R&B latino. Incluye una mezcla de pop latino y trap latino.

## Estreno y vídeo musical
El sencillo fue estrenado el 7 de julio de 2017 en su cuenta oficial de YouTube y otras plataformas digitales.

El video musical de Ozuna solo existe en versión «remix», en la que fue lanzado el 30 de enero de 2018. En el vídeo aparece junto al cantante bachatero de origen americano Romeo Santos.

## Versiones
A mediados del año 2017, se publicó una versión normal del tema. En la canción, Ozuna habla de su deseo de reconciliarse y salvar su relación con una pareja anónima. También habla sobre el 'cuando  te equivocas', también la canción trata sobre una mujer que nunca le mostró sus verdaderos sentimientos por él.

### Remix
A principios de 2018, se publicó una remezcla con colaboración de Romeo Santos. Además de ser la segunda colaboración entre ambos artistas, es la primera vez que Romeo incursiona en el trap. El vídeo ha acumulado un total de 1 400 millones de visitas desde su lanzamiento.

## Posicionamiento en listas

### Listas semanales
| Listas (2018)                                   | Mejor posición |
| ----------------------------------------------- | -------------- |
| España (PROMUSICAE)                             | 22             |
| Estados Unidos (Billboard Hot 100)              | 49             |
| Estados Unidos (Hot Latin Songs)                | 2              |
| Estados Unidos Latin Airplay (Billboard)        | 15             |
| Estados Unidos Latin Rhythm Airplay (Billboard) | 6              |
| Honduras (Monitor Latino)                       | 12             |
| Perú (Monitor Latino)                           | 5              |
| República Dominicana (Monitor Latino)           | 2              |
| Uruguay (Monitor Latino)                        | 10             |

### Listas anuales
| Listas (2017)                  | Posición |
| ------------------------------ | -------- |
| US Hot Latin Songs (Billboard) | 68       |
| Listas (2018)                  | Posición |
| US Hot Latin Songs (Billboard) | 6        |

## Certificaciones
| País          | Certificación | Ventas |
| ------------- | ------------- | ------ |
| Italia (FIMI) | Oro           | 15,000 |

## Historial de lanzamiento
| Región | Fecha               | Versión          | Formato                    | Etiqueta      |
| ------ | ------------------- | ---------------- | -------------------------- | ------------- |
| Global | 3 de julio de 2017  | Versión original | Descarga digital streaming | VP Sony Latin |
| Global | 30 de enero de 2018 | Versión remix    | Descarga digital streaming | VP Sony Latin |